# Marc Renier
Cet article concerne le coureur cycliste. Pour le dessinateur né en 1958, voir Marc-Renier. Pour le dessinateur né en 1967, voir Marc Renier. Pour les articles homonymes, voir Renier.
Marc Renier, né le 28 mars 1953 à Roulers, est un coureur cycliste belge, professionnel de 1974 à 1981. Il est le fils de Jérôme Renier, professionnel de 1949 à 1953, et l'oncle de Sharon Vandromme, professionnelle de 2002 à 2007.

## Palmarès

### Palmarès amateur
- 1973
  - 4e étape du Tour de Campine
  - 2e du championnat de Flandre-Occidentale
  - 3e de l'Internatie Reningelst
- 1974
  - Circuit des régions flamandes
  - 2e de Gand-Staden
  - 2e du Circuit de Wallonie
  - 2e du Zesbergenprijs Harelbeke

### Palmarès professionnel
- 1975
  - Circuit de Belgique centrale
  - 6e de Paris-Tours
- 1976
  - 2e de la Coupe Sels
  - 2e du Circuit de Flandre centrale
  - 3e du Grand Prix du 1er mai
- 1977
  - Circuit du Pays de Waes
- 1978
  - 2e du Grand Prix de Hannut
  - 2e du Circuit de la vallée de la Lys
  - 3e du Grand Prix Frans Verbeeck
- 1979
  - 2e étape du Tour de l'Aude
  - 3ea étape du Tour d'Andalousie
  - 2e des Trois Jours de La Panne
  - 2e du Championnat des Flandres
  - 2e du Circuit des frontières
  - 3e du championnat de Belgique sur route
  - 4e du Tour des Flandres
  - 5e du Championnat de Zurich
  - 7e de Paris-Tours
- 1980
  - 1re étape du Tour de Belgique
- 1981
  - Gullegem Koerse

## Résultats sur les grands tours

### Tour de France
1 participation
- 1980 : non-partant (10e étape)

### Tour d'Espagne
1 participation
- 1979 : abandon (9e étape)